# Sakču
Okres Sakču (korejsky 삭주군 – Sakču gun) je jeden z okresů v provincii Severní Pchjongan v Severní Koreji. K roku 2008 v něm žilo bezmála 160 tisíc obyvatel.
Sakču hraničí na severozápadě přes řeku Jalu s Čínskou lidovou republikou, přesněji s její provincií Liao-ning. Zbylé hranice má v rámci provincie Severní Pchjongan: Na severovýchodě s Čchangsŏngem, na jihovýchodě s Tägwanem, na jihu s Čchŏnmou a na jihozápadě s Ŭidžu.